# Dekanat Aberdeenshire
Dekanat Aberdeenshire – jeden z 5 dekanatów rzymskokatolickiej diecezji Aberdeen w Szkocji.
Według stanu na październik 2016 w skład dekanatu wchodziło 17 parafii rzymskokatolickich.

## Lista parafii
Źródło:
| Lp. | Miejscowość | Parafia                                                           | Grafika | Kościół                                                                        | Adres                                 |
| --- | ----------- | ----------------------------------------------------------------- | ------- | ------------------------------------------------------------------------------ | ------------------------------------- |
| 1   | Aboyne      | Parafia św. Małgorzaty                                            |         | Kościół św. Małgorzaty w Aboyne                                                | Gordon Crescent AB34 5HT Aboyne       |
| 2   | Alford      | Parafia św. Andrzeja                                              |         | Kościół św. Andrzeja w Alford                                                  | Donside Road AB33 8AE Alford          |
| 3   | Ballater    | Parafia św. Natalana                                              |         | Kościół św. Natalana w Ballater                                                | Golf Road AB35 5RS Ballater           |
| 4   | Banchory    | Parafia św. Kolumby                                               |         | Kościół św. Kolumby w Banchory                                                 | High Street AB31 5RP Banchory         |
| 5   | Banff       | Parafia Matki Bożej z Góry Karmel                                 |         | Kościół Matki Bożej z Góry Karmel w Banff                                      | Sandyhill Road AB45 1BE Banff         |
| 6   | Blairs      | Parafia Najświętszej Maryi Panny                                  |         | Kościół Najświętszej Maryi Panny w Blairs                                      | AB12 5YQ Blairs                       |
| 7   | Braemar     | Parafia św. Andrzeja                                              |         | Kościół św. Andrzeja w Braemar                                                 | Auchendryne Square AB35 5WS Braemar   |
| 8   | Ellon       | Parafia Najświętszej Maryi Panny i św. Jana Chrzciciela           |         | Kościół Najświętszej Maryi Panny i św. Jana Chrzciciela w Ellon                | Union Street AB41 9BA Ellon           |
| 9   | Fetternear  | Parafia Najświętszej Maryi Panny z Garioch i św. Jana Ewangelisty |         | Kościół Najświętszej Maryi Panny z Garioch i św. Jana Ewangelisty w Fetternear | AB51 5JU Fetternear                   |
| 10  | Fraserburgh | Parafia Najświętszej Maryi Panny Gwiazdy Morza i św. Drostana     |         | Kościół Najświętszej Maryi Panny Gwiazdy Morza i św. Drostana we Fraserburgh   | Commerce Street AB43 9LR Fraserburgh  |
| 11  | Huntly      | Parafia św. Małgorzaty                                            |         | Kościół św. Małgorzaty w Huntly                                                | Chapel Street AB54 8BS Huntly         |
| 12  | Inverbervie | Parafia św. Dawida                                                |         | Kościół św. Dawida w Inverbervie                                               | Victoria Terrace DD10 0PS Inverbervie |
| 13  | Inverurie   | Parafia Niepokalanego Poczęcia Najświętszej Maryi Panny           |         | Kościół Niepokalanego Poczęcia Najświętszej Maryi Panny w Inverurie            | North Street AB51 4TL Inverurie       |
| 14  | Peterhead   | Parafia Najświętszej Maryi Panny                                  |         | Kościół Najświętszej Maryi Panny w Peterhead                                   | St Peter Street AB42 1QB Peterhead    |
| 15  | Stonehaven  | Parafia Niepokalanego Poczęcia Najświętszej Maryi Panny           |         | Kościół Niepokalanego Poczęcia Najświętszej Maryi Panny w Stonehaven           | Arbuthnott Place AB39 2JA Stonehaven  |
| 16  | Strathdon   | Parafia Matki Bożej Śnieżnej                                      |         | Kościół Matki Bożej Śnieżnej w Strathdon                                       | Corgarff AB36 8YJ Strathdon           |
| 17  | Westhill    | Parafia Trójcy Przenajświętszej                                   |         | Kościół Trójcy Przenajświętszej w Westhill                                     | Westhill Drive AB32 6FY Westhill      |